# タッパー (ゲーム)
『タッパー』（英: Tapper)は、1983年にアメリカ合衆国のミッドウェイゲームズからリリースされたアーケード用アクションゲーム。日本ではセガから1984年中旬にリリースされた。
また、2006年に発売された『ゲーセンUSA ミッドウェイアーケードトレジャーズ1』にも「ルートビアタッパー」という題名で収録されている。

## 内容
コントローラーは、4ポジションのジョイスティックとタップハンドルで構成されている。ゲーム画面には4つのバーがあり、それぞれの端に樽があり、もう一方の端にドアがある。客はドアから入り、ゆっくりと樽に向かって進み、飲み物を要求する。プレーヤーはバーテンダー（タッパー）を操作して飲み物を注ぎ、客がキャッチできるようにバーの下にスライドさせる。ジョイスティックを上下に押すと、バーテンダーは選択した方向に次のバーの樽に瞬時に移動し、画面の上下が互いに重なり合い、左右に押すとバーテンダーがバーに沿って走る。タップハンドルが引き下げられると、バーテンダーは即座に樽に移動し（まだ立っていない場合）、マグカップ（ビールジョッキ）を満たす。それを放した後、マグカップをバーに沿ってスライドさせる。
マグカップがいっぱいになると、客はドアに向かってスライドして戻り、十分に近づくとドアから姿を消す。そうでない場合、彼らは一定の距離の後に停止し、飲み物を消費し、空のマグカップを樽に向かってスライドさせながら前進を再開する。客は時々バーにお金を残し、プレーヤーはそれをボーナスポイントとして受け取ることができる。チップを集めると、女性ダンサーのグループが数秒間現れ、注意を引き付けられた客は足を止める。ただし、気が散っている客は飲み物を飲むことができず、ダンサーのショーの開始時に飲酒している、または押し戻されている客は決して気を散らされることはない。また、ダンサーの衣装はレベルによって異なる。
空のマグカップの受け取りに失敗した場合や、飲み物が入ったマグカップをスライドしてそのまま落としてしまうとミスとなる。
また、バーが客でいっぱいになってしまった場合、客がバーテンダーをつかんでドアの外までスライドさせ、ミスとなる。
客全員の飲み物を提供できるとクリアとなる。クリアすると、バーテンダーは自分で飲み物を注いで飲み、空のマグカップを頭に貼り付けたり、蹴ろうとしたときにつま先を突き刺したりするなど、ユーモラスな動作を行う。ゲームが進むにつれて、客はより頻繁に現れ、バーに沿ってより速く移動し、飲み物を捕まえるとより短い距離に押し戻される。さらに、バーごとの最大顧客数は徐々に増加し、すべてのバーが一度に最大4人の顧客を持つことができるようになる。
プレーヤーは、それぞれ独自のテーマと適切な服装の顧客を持つ4つのレベルを進み、あるレベルから次のレベルに進むには、設定された数の画面を完了する必要がある。レベルは次のとおり。
- カウボーイのいるウエスタンサルーン（2画面）
- アスリートがいるスポーツバー（3画面）
- パンクロッカー付きのパンクロックバー（4画面）
- エイリアンのいる宇宙バー（4画面）

各レベルの終了後にボーナスラウンドが行われ、6缶のビール（ルートビアタッパーではルートビア）がバーに置かれる。怪盗が5つの缶を振ってから、バーを叩いてシャッフルする。怪盗がうごかさなかったものを1つ選択すると、ボーナスポイントが付与されるが、それ以外の場合はバーテンダーが顔にスプレーされる。後者の場合、揺れのないものが短時間点滅してその位置を示す。
4つのレベルすべてを完了すると、プレーヤーはシーケンスの最初に戻り、より高い難易度でゲームを続行する。

## 評価
日本のプログラマーであるおにたまは自身のブログ記事の中で、子ども向けカートゥーンを思わせるデザインながら、舞台が酒場で題材がビールというギャップが良い味を出していると評価している。